# Xã Superior, Quận Williams, Ohio
Xã Superior (tiếng Anh: Superior Township) là một xã thuộc quận Williams, tiểu bang Ohio, Hoa Kỳ. Năm 2010, dân số của xã này là 1.393 người.